# COMMD4
COMMD4 (англ. COMM domain containing 4) – білок, який кодується однойменним геном, розташованим у людей на короткому плечі 15-ї хромосоми. Довжина поліпептидного ланцюга білка становить 199 амінокислот, а молекулярна маса — 21 764.
| 10         |  | 20         |  | 30         |  | 40         |  | 50         |
| ---------- |  | ---------- |  | ---------- |  | ---------- |  | ---------- |
| MRFRFCGDLD |  | CPDWVLAEIS |  | TLAKMSSVKL |  | RLLCSQVLKE |  | LLGQGIDYEK |
| ILKLTADAKF |  | ESGDVKATVA |  | VLSFILSSAA |  | KHSVDGESLS |  | SELQQLGLPK |
| EHAASLCRCY |  | EEKQSPLQKH |  | LRVCSLRMNR |  | LAGVGWRVDY |  | TLSSSLLQSV |
| EEPMVHLRLE |  | VAAAPGTPAQ |  | PVAMSLSADK |  | FQVLLAELKQ |  | AQTLMSSLG  |

A: Аланін

C: Цистеїн

D: Аспарагінова кислота

E: Глутамінова кислота

F: Фенілаланін

G: Гліцин

H: Гістидин

I: Ізолейцин

K: Лізин

L: Лейцин

M: Метіонін

N: Аспарагін

P: Пролін

Q: Глутамін

R: Аргінін

S: Серин

T: Треонін

V: Валін

W: Триптофан

Задіяний у таких біологічних процесах, як транскрипція, регуляція транскрипції, убіквітинування білків, альтернативний сплайсинг. 
Локалізований у цитоплазмі, ядрі.